# Gracie Mansion
Archibald Gracie Mansion, más conocido por Gracie Mansion, es la residencia oficial de los alcaldes de la ciudad de Nueva York, Estados Unidos. El edificio se encuentra inscrito como un Hito Histórico Neoyorquino en la Comisión para la Preservación de Monumentos Históricos de Nueva York al igual que en el Registro Nacional de Lugares Históricos desde el 12 de mayo de 1975. 
De estilo federal, fue construida en 1799 por Archibald Gracie, un magnate neoyorquino. 

## Ubicación
Archibald Gracie Mansion se encuentra dentro del condado de Nueva York en las coordenadas 40°46′34″N 73°56′36″O / 40.776111, -73.943333. Está situada en el Carl Schurz Park, en Upper East Side, en el cruce entre la East End Avenue y la calle 88, a orillas del río Este.